# Ouvrage du Welschhof

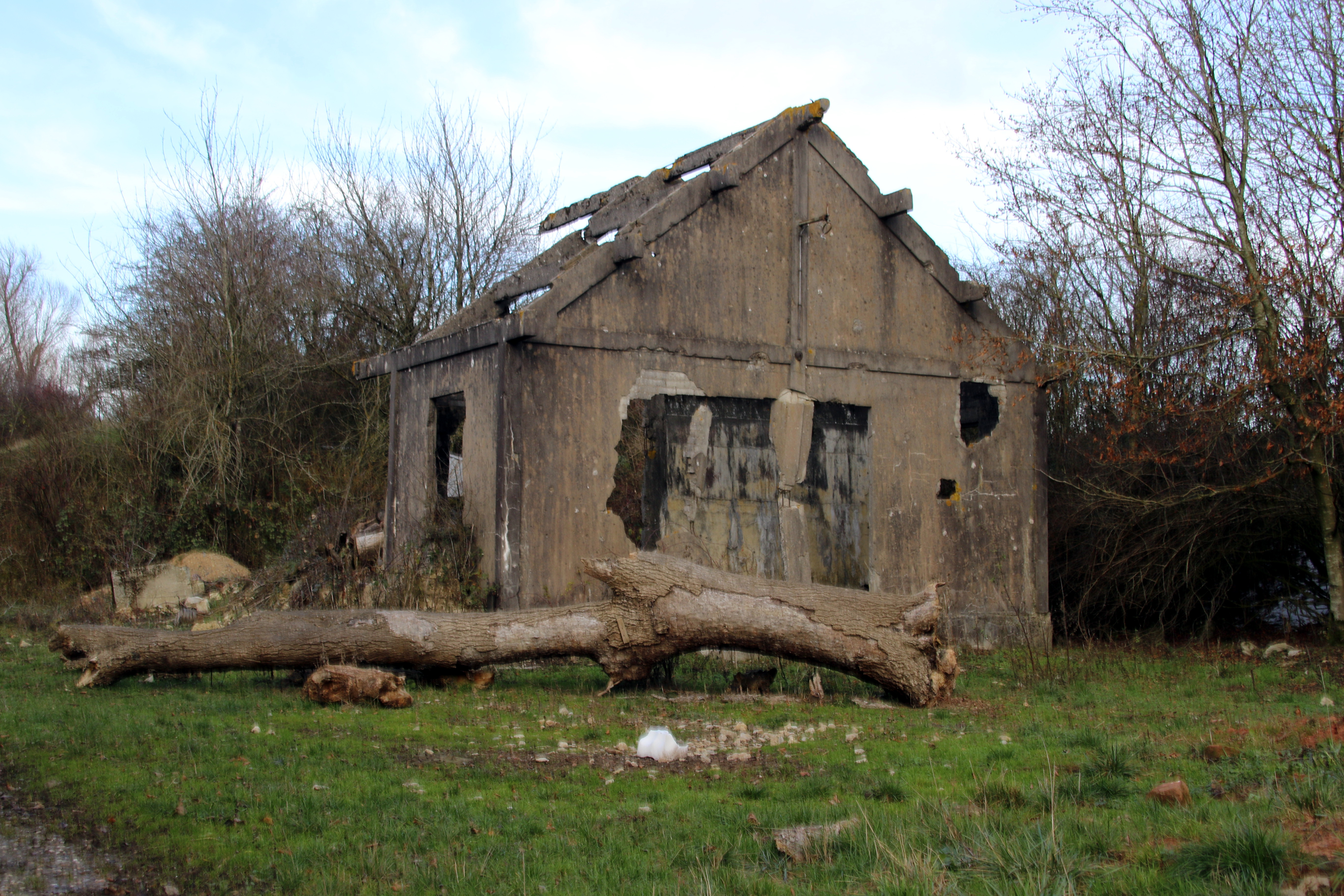
Poste de garde de l'ouvrage du Welschhof

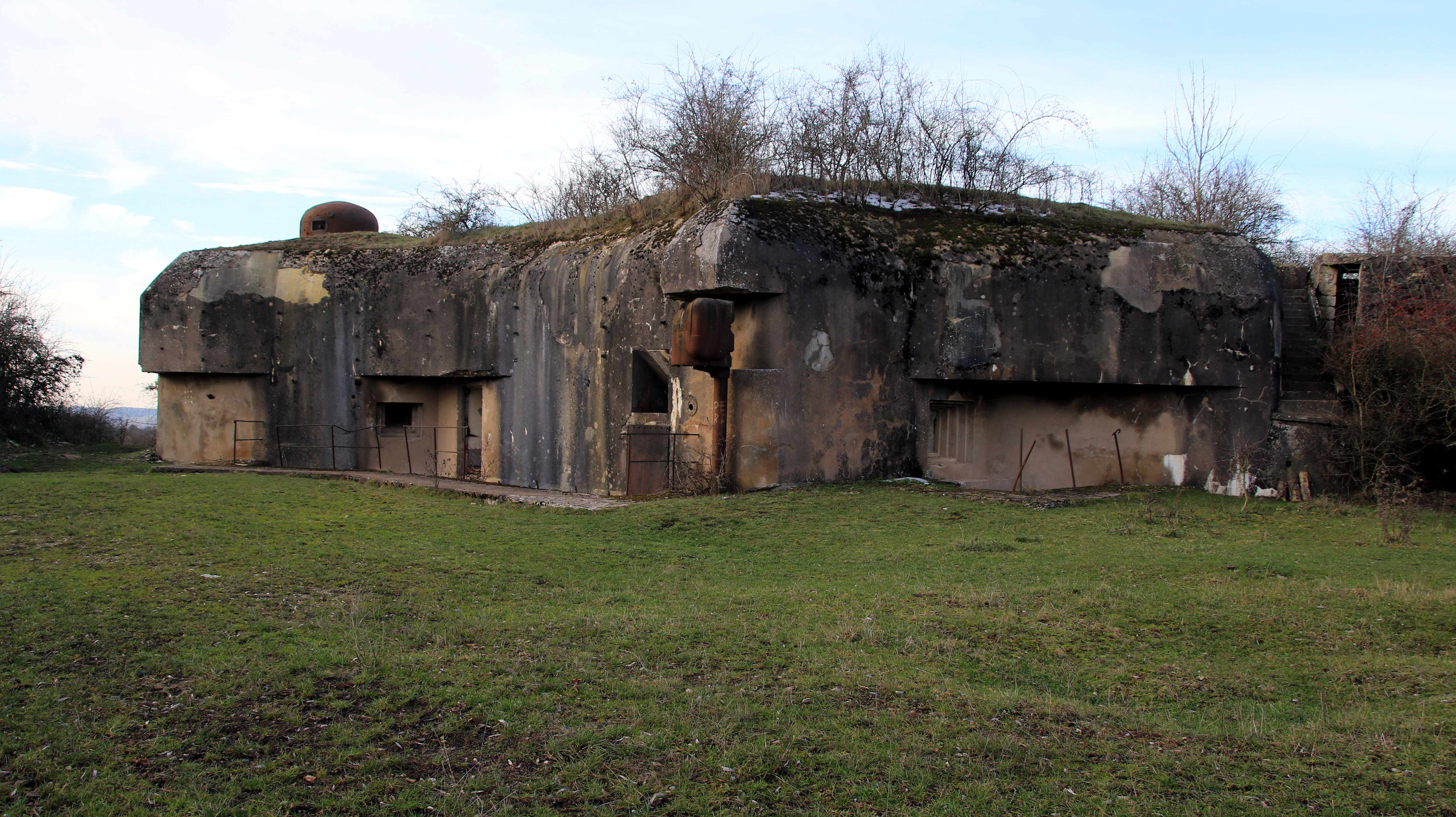
Bloc 1 de l'ouvrage du Welschhof

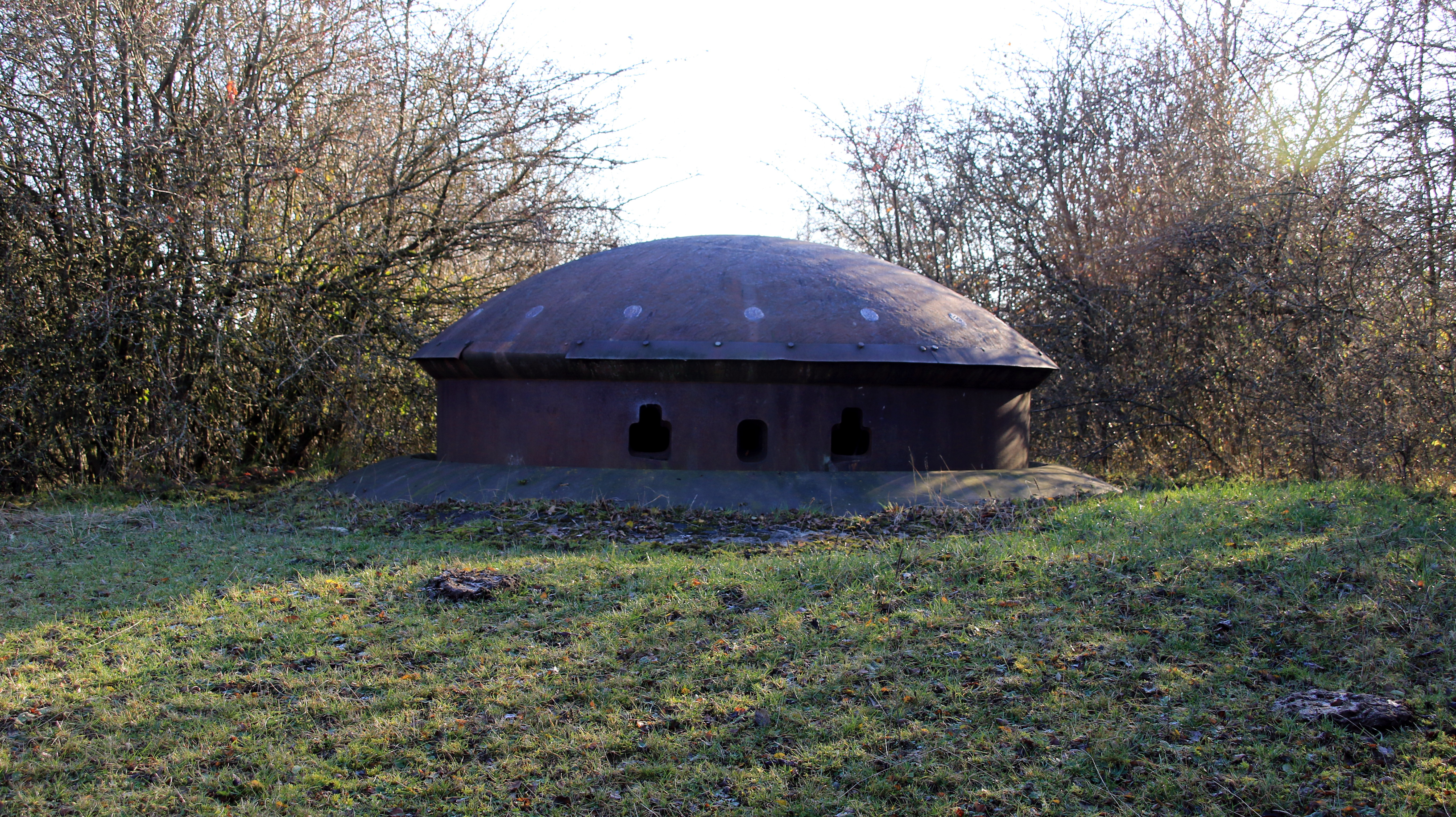
Bloc 2 de l'ouvrage du Welschhof

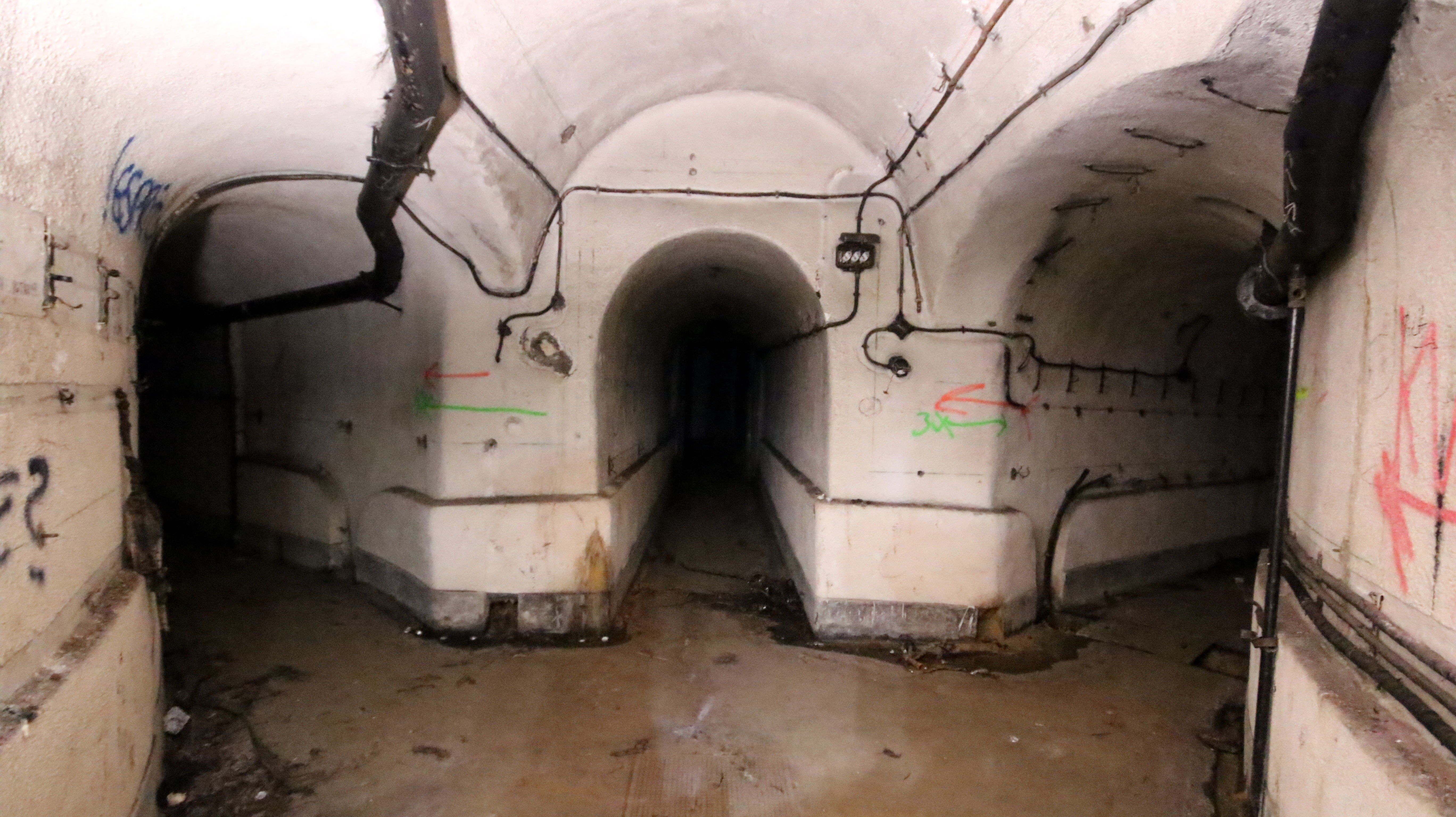
La galerie de l'ouvrage du Welschhof

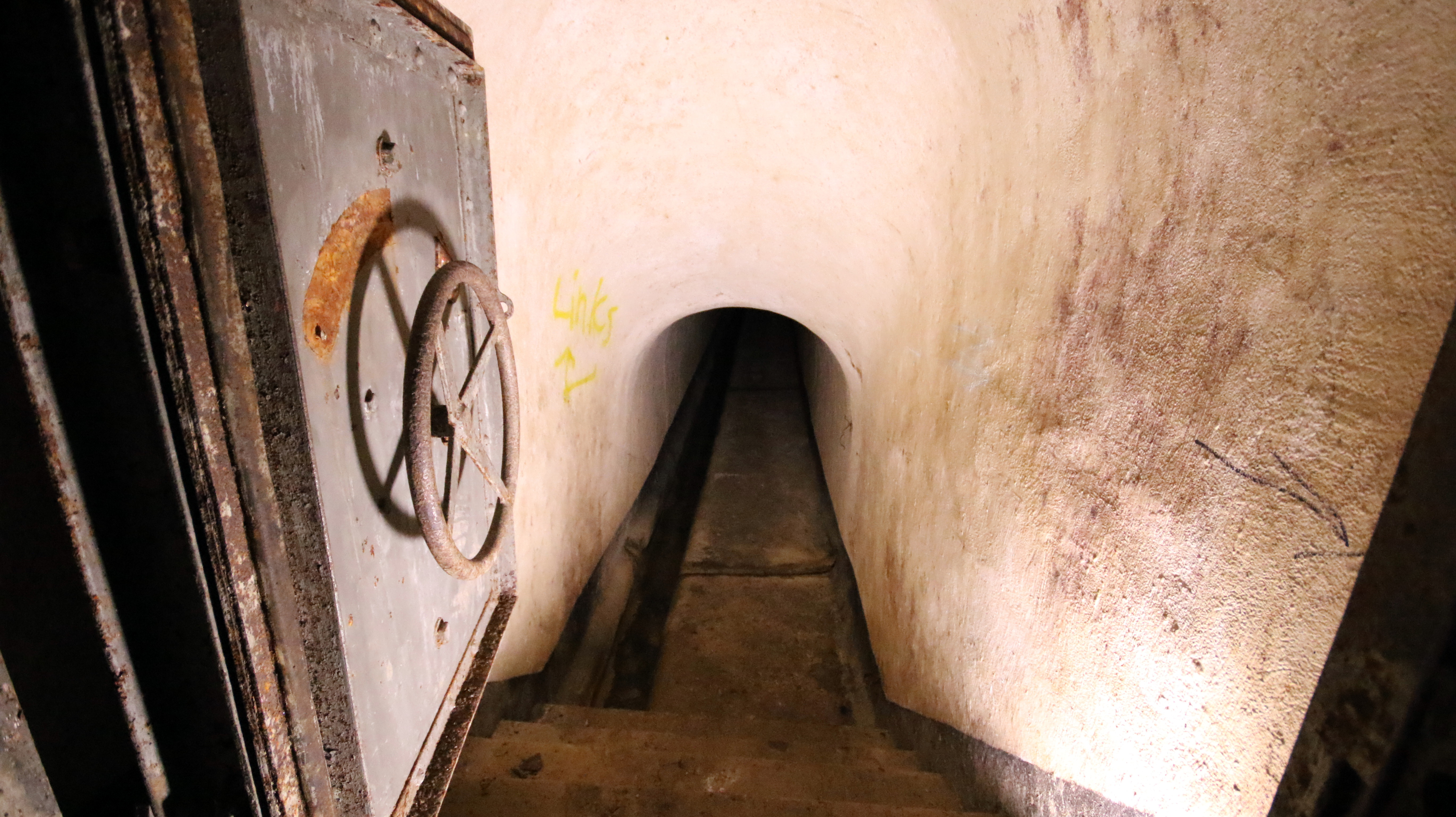
Issue de secours de l'ouvrage du Welschhof

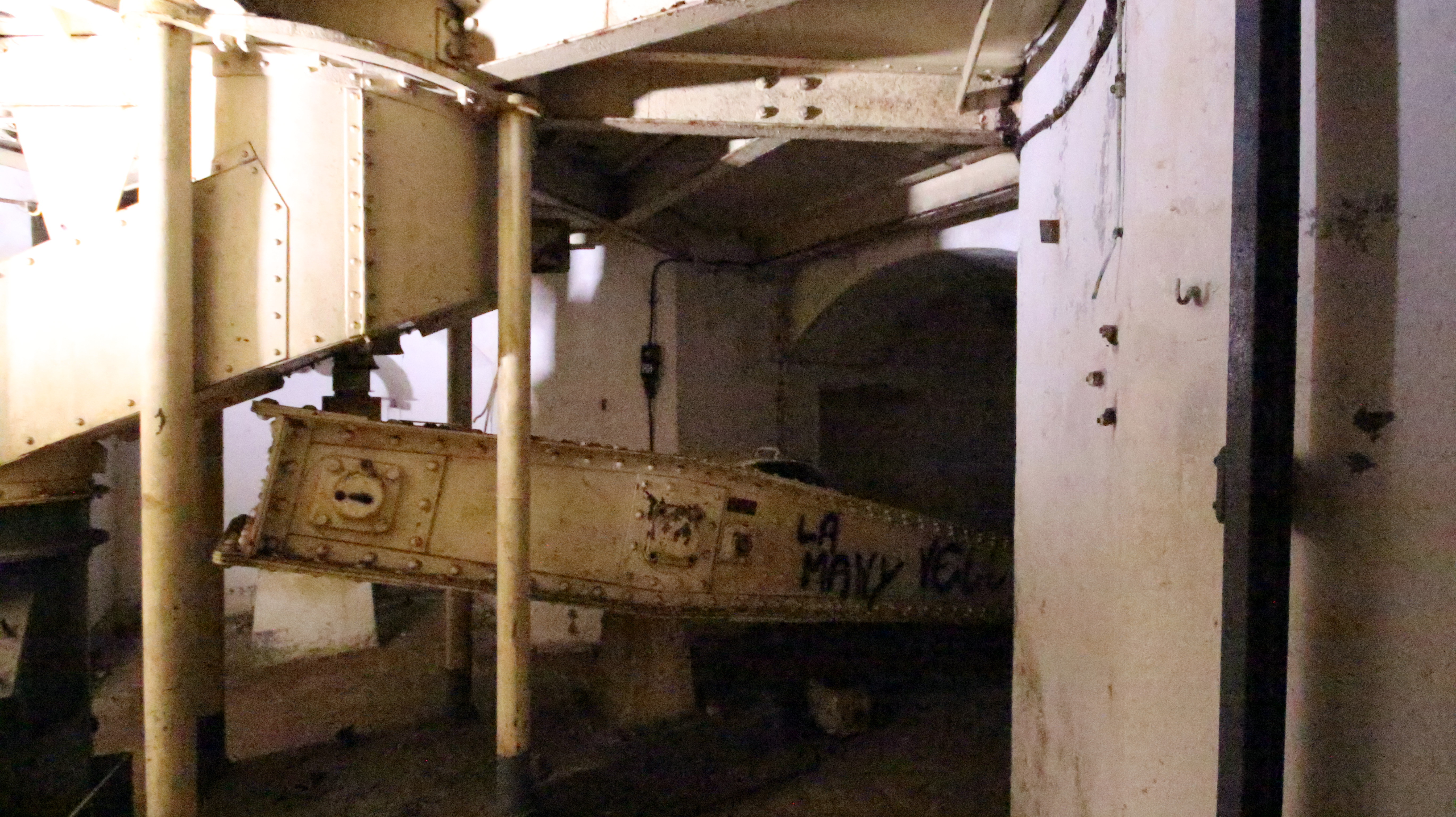
Le contrepoids de la tourelle de l'ouvrage du Welschof

L'ouvrage du Welschhof est un ouvrage fortifié de la ligne Maginot, situé sur la commune de Gros-Réderching dans le département de la Moselle.
C'est un petit ouvrage d'infanterie, comptant trois blocs. Construit à partir de 1934, il a été abîmé par les combats de juin 1940 avant d'être remis en état au début de la guerre froide.

## Position sur la ligne
Faisant partie du sous-secteur de Bining dans le secteur fortifié de Rohrbach, l'ouvrage du Welschhof, portant l'indicatif O 240, est intégré à la « ligne principale de résistance » entre les casemates CORF d'intervalle Nord-Ouest de Singling Droite à l'ouest et de Bining à l'est, à la limite de portée des canons du gros ouvrage du Simserhof (O 300).

## Description
L'ouvrage est composé en surface de trois blocs de combat, dont l'un fait office de bloc d'entrée, avec en souterrain des magasins à munitions, des PC, une cuisine, des latrines, un poste de secours, un système de ventilation et de filtration de l'air, des stocks d'eau, de gazole et de nourriture, une usine électrique et une caserne, le tout relié par une galerie profondément enterrée. L'énergie est fournie par deux groupes électrogènes (un seul suffisait en régime normal), composés chacun d'un moteur Diesel SMIM 3 SR 19 (fournissant une puissance de 75 ch à 600 tr/min) couplé à un alternateur, complétés par un petit groupe auxiliaire (un moteur CLM 1 PJ 65, de 8 ch à 1 000 tr/min) servant à l'éclairage d'urgence de l'usine et au démarrage pneumatique des gros moteurs. Le refroidissement des moteurs se fait par circulation d'eau.

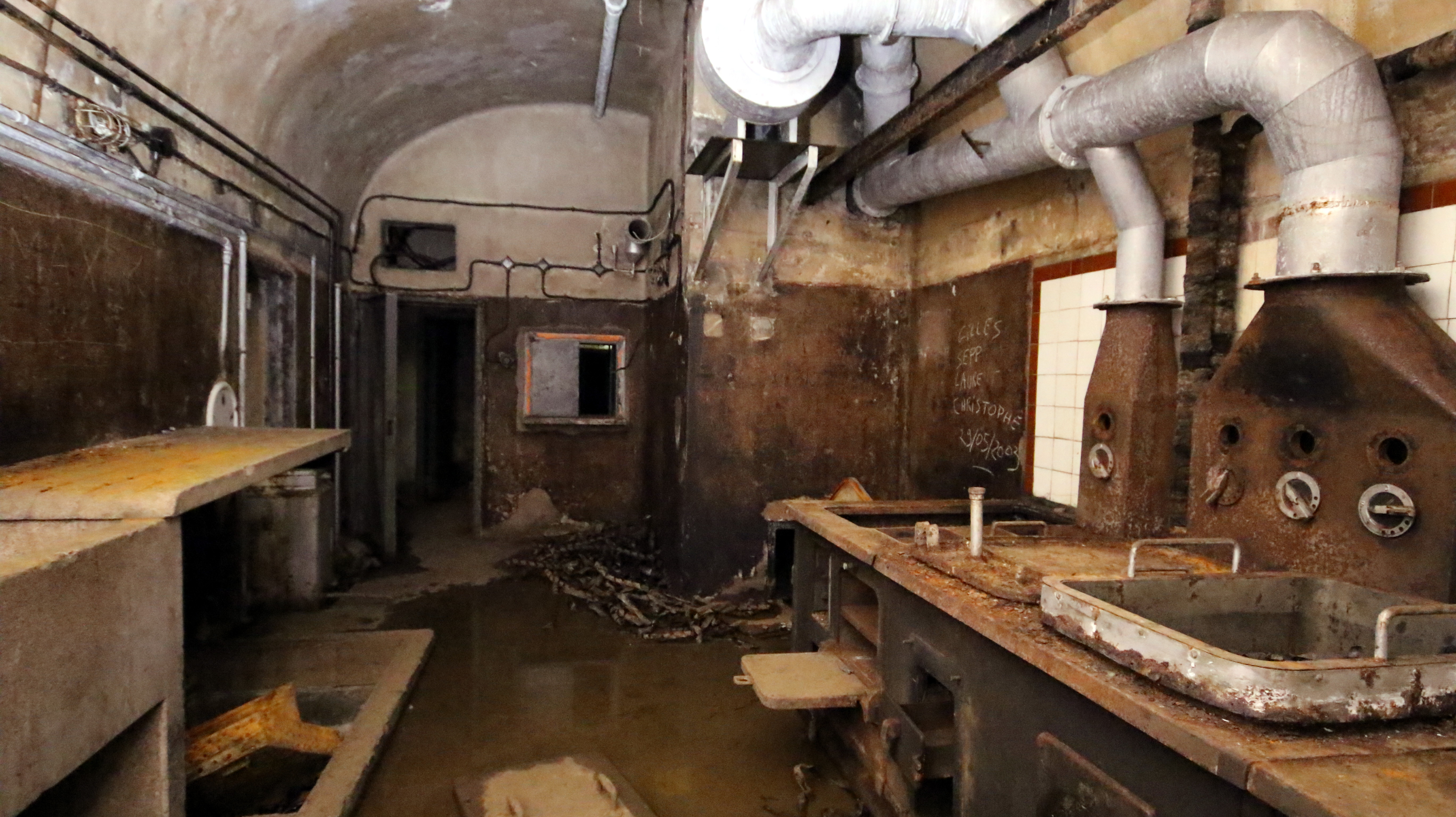
La cuisine.
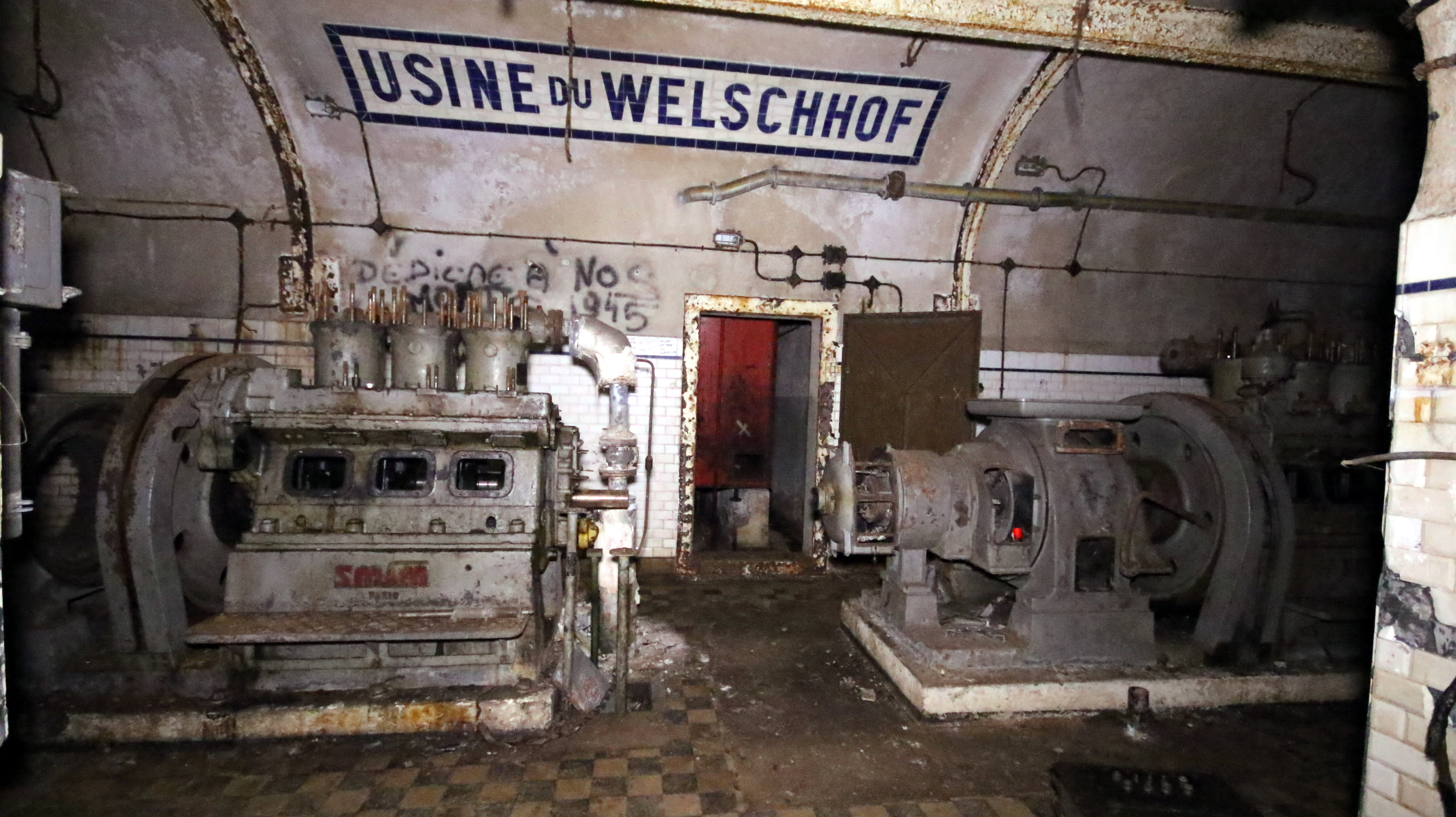
L'usine.

Construit tardivement (achevé en 1938), il s'agit d'un petit ouvrage « nouveaux fronts », à l'instar de ses voisins le Haut-Poirier et le Rohrbach. Les plans initiaux prévoyaient un ouvrage à cinq blocs, mais le bloc 4 (avec une tourelle de 81 mm) et le bloc d'entrée ne furent jamais construits.
Le bloc 1 sert en même temps d'entrée de l'ouvrage et de casemate d'infanterie double flanquant vers l'ouest comme vers l'est. Il est équipé de trois créneaux, l'un pour JM/AC 47 (jumelage de mitrailleuses et canon anti-char de 47 mm), l'autre pour jumelage de mitrailleuses uniquement et le troisième exceptionnellement d'une arme mixte (il s'agit du seul exemplaire sous casemate de l'ensemble de la ligne). Le bloc est surmonté d'une cloche AM (arme mixte) et de deux cloches GFM de type B (guetteur fusil-mitrailleur).
Le bloc 2 est une casemate cuirassée, avec une tourelle pour deux armes mixtes et une cloche GFM de type B.
Le bloc 3 : à l'opposé du bloc 1, il s'agit d'une casemate d'infanterie flanquant vers l'est, possédant un créneau mixte pour JM/AC 47, un créneau pour jumelage de mitrailleuses, deux cloches GFM (type B) et une cloche AM.

## Historique
Peu de choses à signaler pour l'ouvrage pendant la drôle de guerre.
Le 21 juin 1940, une attaque du 462e régiment de la 262e division d’infanterie de la Wehrmacht contre l'ouvrage est stoppée par les tirs des canons de 75 mm du bloc 5 du Simserhof. Les observateurs du Welschhof observent les tirs d'une pièce allemande de 150 mm sur le petit ouvrage du Haut-Poirier voisin et déclenchent un tir de contre-batterie du bloc 5 du Simserhof.
Dans la nuit du 21 au 22, l'ouvrage du Haut-Poirier et les cinq casemates du secteur fortifié de la Sarre (Wittring, Grand-Bois, Nord-Ouest d'Achen, Nord d'Achen et Nord-Est d'Achen) se rendent aux Allemands. Au matin du 22, les Allemands mettent en batterie des pièces d'artillerie légères pour attaquer le Welschhof qui n'est plus couvert par ses voisins occidentaux. Une nouvelle et très efficace intervention du même bloc du « Sim » obligent dans un premier temps les soldats de la Wehrmacht à se replier.
Mais l'artillerie allemande réussit à positionner deux canons de 150 mm hors de portée du Simserhof et commence à battre le bloc 1 du Welschhoff et les casemates de Singling, Nord-Ouest de Singling Gauche et Nord-Ouest de Singling Droite. Les 111 obus allemands de 150 mm tirés sur le bloc 1 finissent par entamer sa façade, mais les dessus de l'ouvrage étant toujours battus par le bloc 5 du Simserhof, les Allemands ne peuvent l’attaquer. Au matin du 24 juin, le vent a tourné, et le Sim, en limite de portée ne peut plus battre les dessus du Welschhoff. Ayant appris également la chute de la casemate de Bining qui protégeait son flanc oriental, le capitaine Lhuisset, commandant de l'ouvrage, décide de se rendre à 10 heures du matin.
Le Welschhoff, remis en état après la guerre et réutilisé par l’Armée française est aujourd'hui en ruines. Il a été racheté par la municipalité.